# Semarey
Semarey település Franciaországban, Côte-d’Or megyében. Lakosainak száma 130 fő (2022. január 1.). Semarey Aubigny-lès-Sombernon, Civry-en-Montagne, Commarin, Créancey és Montoillot községekkel határos.

## Népesség
A település népessége az elmúlt években az alábbi módon változott:
| Lakosok száma | 97   | 94   | 112  | 111  | 121  | 124  | 122  | 124  | 125  | 130  |
|               | 1968 | 1982 | 1990 | 2006 | 2013 | 2015 | 2017 | 2019 | 2020 | 2022 |